# سلسلة 1632
والمعروفة أيضًا باسم سلسلة 1632-verse أو Ring of Fire، هي سلسلة كتب تاريخية بديلة وسلسلة فرعية أنشئت، في الأساس بنحو مشترك، شارك في كتابتها وتنسيقها المؤلف الأمريكي إريك فلينت ونشرتها Bean Books.[بحاجة لمصدر]
تدور أحداث المسلسل في أوروبا في القرن السابع عشر، إذ أرسلت بلدة جرانتفيل الخيالية الصغيرة بولاية فيرجينيا الغربية عام 2000 إلى الماضي في ألمانيا الوسطى في عام 1631، خلال حرب الثلاثين عاماً.
بدءاً من عام 2015، تحتوي السلسلة على خمس روايات منشورة، تدفع الحبكة الرئيسية، وأكثر من عشر روايات منشورة، تنقل العديد من الحبكات الفرعية والخيوط إلى الأمام. تتضمن السلسلة أيضاً مواد تعاونية مكتوبة من قبل المعجبين، ولكنها محررة بنحو احترافي، التي تُنشر في مجلة نصف شهرية بعنوان جرانتفيل جازيتس، وبعض الروايات الخيالية القصيرة.
من وجهة تاريخ أدب السفر عبر الزمن، يمكن عد سلسلة 1632 امتداداً وتعديلاً للفكرة الأساسية التي يعود تاريخها إلى كتاب مارك توين A Connecticut Yankee in King Arthur's، إذ وجد مهندس أمريكي من القرن التاسع عشر نفسه في إنجلترا القرن الخامس، وكان قادراً -بمفرده- على تقديم النطاق الكامل لتقنيات عصره إلى المجتمع الماضي. في نسخة فلينت، زُرع مجتمع حديث بالكامل في الماضي، يمتلك قدراً كبيرًا من الموارد المادية والمكتوبة للمجتمع الحديث، ما يجعل نجاحهم في تغيير الماضي أكثر معقولية.

## نظرة عامة على السلسلة
بدأت سلسلة 1632 برواية فلينت المستقلة 1632 (صدرت في فبراير 2000). إنها، باستثناء الرواية الرئيسية والرواية الإلكترونية المتسلسلة مشروع أناكوندا (2007)، كلها تقريباً مكتوبة بنحو تعاوني، متضمنةً بعض «الأعمال الرئيسية» مع العديد من المؤلفين المشاركين. ورغم ذلك، فقد ذكر فلينت عقوداً مع الناشر لاثنين على الأقل من روايتين منفردتين إضافيتين لديه في التخطيط على موقعه على الإنترنت. فلينت، الذي يهيمن العمل التعاوني على مراجعه، أن هذا النهج يشجع على التلقيح المتبادل للأفكار والأساليب، ويحفز العملية الإبداعية، ويمنع الأعمال التقليدية، التي لا معنى لها.
كما ورد في أول جريدة جرانتفيل جازيت وعلى موقعه، كانت رواية فلينت 1632 بمثابة تجربة ، إذ يستكشف تأثير نقل مجموعة من الناس عبر الزمن.
تدور الأحداث عام 1632، في اثناء حرب الثلاثين عامًا (1618- 1648). يسمح وضع الحبكة للفكر السياسي البراغماتي والأمريكي والموجّه نحو الاتحاد بأن يتحرك ضد السلطات الاستبدادية المنقادة دينيًا إلى الإمبراطورية الرومانية المقدسة غير الموحدة بالكاد منذ العصور الوسطى. يستكشف فلينت أمثلة المعاناة بسبب السياسات التافهة للتعظيم الذاتي والمصلحة الذاتية من ناحية، والاختلافات التي لا يمكن التوفيق بينها في انقسام المسيحية -مثل الإصلاح البروتستانتي ومكافحة الإصلاح- من ناحية أخرى. على الرغم من حقيقة أن هذا التحول وضع جرانتفيل في مايو 1631 في البداية، بسبب الحرب المستمرة وشبكات النقل البدائية في يوم وصول جرانتفيل، فقد تأخر هذا التأثير، لذا فإن الجزء الأكبر من عمل الكتاب يحدث في عام 1632، ومن هنا جاء الاسم.
استمرت السلسلة في البداية بعملين تعاونيين كتبا بنحو متزامن: 1633 (مع الروائي الأكثر مبيعاً ديفيد ويبر)، ومجموعة مختارات أدبية تسمى Ring of Fire (مع كُتاب خيال علمي معروفين آخرين، تتضمن قصص deep background الطويلة، بوساطة كل من ويبر وفلينت).
عموماً، لا يوجَّه السرد إلى مجموعة واحدة من الأبطال ذوي الشخصية الرئيسية القوية، ولكن بدلاً من ذلك تُحمل من قبل طاقم الممثلين، على الرغم من أن معظم الكتب أو القصص القصيرة لديها العديد من الشخصيات القوية التي تحمل الحركة والتخطيط للأمام. قصد فلينت منذ البداية أن تكون البلدة بأكملها هي البطل الجماعي؛ انعكاساً لفلسفته القائلة بأن القوى التاريخية لا تتركز -بصفة رئيسية- على تصرفات فرد أو شخصَين رئيسيَين، ولكن على العديد من الإجراءات المستقلة الصغيرة للكثيرين الذين يمارسون حياتهم اليومية، ويتعاملون بأفضل ما في وسعهم.
بحلول أواخر عام 1632، أصبح التحالف الجديد بقيادة الولايات المتحدة للإمارات الكونفدرالية في أوروبا هو الترسانة والممول (من طريق الروابط اليهودية ذات الأهمية التاريخية الحقيقية) للملك السويدي غوستافوس أدولفوس (الأمريكيين الذين سافروا عبر الزمن كان لهم تأثير في التاريخ بالفعل. من طريق منع مقتل غوستافوس في معركة لوتزن، كما حدث في التاريخ «الأصلي»). يقود هذا الكاردينال ريشيليو الماكر، الذي كان يموله في السابق إلى حقد وإضعاف آل هابسبورغ، لينقلبوا على السويديين.
وجدت كتب مختلفة من جرانتفيل -وخاصة كتب التاريخ- قراءاً متعطشين بين النخب الحاكمة في أوروبا، ما أدى إلى تغيير خطط واستراتيجيات اللاعبين الرئيسيين في ذلك الوقت.
غالباً ما يعتقد القراء، الذين لا يفهمون الطبيعة الفوضوية للأحداث (أي التغييرات التي تبدو تافهة، ولها تأثيرات كبيرة، والعكس صحيح)، هذه التواريخ تمنحهم فكرة قوية عن كيفية توجيه الأحداث في اتجاه مختلف. «اللاعبون» المرسلون عبر الزمن ليس لديهم نية لتوجيه الأحداث بقوة، ولكنهم يفهمون كيف تؤثر القوى الرئيسية (الديمقراطية، والصرف الصحي، والطب، والمساواة، وما إلى ذلك) في الأشياء على المدى الطويل من أجل تحسين الجنس البشري، ويعتزمون تعزيز ونشر تلك الأشياء حتى لو لم يكونوا هم أنفسهم «مسيطرين» على النتائج.
يشكل ريشيليو تحالفًا رباعيًا، عصبة أوستند، لمعارضة الولايات المتحدة الجديدة، وجيش غوستافوس الاستكشافي، وأمراء الولايات الألمانية المتحالفين. بعد الكتاب الأول، تبدأ السلسلة بخطوط حبكة متعددة أو سلاسل قصة تعكس استقلالية العمل من قبل العديد من الشخصيات. تنشُر التكملة عام 1633 الأمريكيين جغرافيًا في أوروبا الوسطى. بعد ذلك، قدمت رواية 1634: قضية جاليليو وأول المختارات الأدبية -تسمى جرانتفيل جازيتس- شخصيات قوية جديدة. يبدأ الأول ما يسمى بالخيط الأوروبي الجنوبي، وبدأت بعض القصص اللاحقة وحلقة النار بخيط أوروبا الشرقية (النمسا، المجر شمالاً حتى بولندا).
الكاتب المشارك في رواية عام 1633، والمؤلف الأكثر مبيعاً في نيويورك تايمز ديفيد ويبر، جرى التعاقد معه على ما لا يقل عن خمسة كتب في السلسلة فيما يسمى خيط أوروبا الوسطى أو الخيط الرئيسي للسلسلة، ولكن كان هناك تأخير قبل المؤلفين، جرت بمزامنة جداولهم لكتابة ذلك الجزء الرئيسي التالي، 1634: حرب البلطيق، الذي صدر في مايو 2007.
دون انتظار ويبر، تستمر التكملة الأخرى، مثل: 1634: الكبش المتمرد، و1635: قانون المدفع، وجراتنفيل جازيتس في سلسلة أو أخرى مع نظرة متعمقة إلى التداعيات المجتمعية من التكنولوجيا والدين والاضطرابات الاجتماعية مع صفقات أوروبا بالأفكار الغريبة لوجود جرانتفيل المؤثر، إلى مكائد النخب الأوروبية التي تحاول الحفاظ على سيطرتها على السلطة، أو الاستفادة من الأحداث أو المعرفة التي أثارها جرانتفيل لأسباب تتعلق بالمصلحة الذاتية.